# ريتشارد بي. موريس
ريتشارد بي. موريس (بالإنجليزية: Richard B. Morris)‏ هو مؤرخ قانوني ‏ ومؤرخ أمريكي، ولد في 24 يوليو 1904 في مانهاتن في الولايات المتحدة، وتوفي بنفس المكان في 3 مارس 1989.

## وصلات خارجية
- ريتشارد بي. موريس على موقع الموسوعة البريطانية (الإنجليزية)